# Mari Emmanuel
Mar Mari Emmanuel (em siríaco oriental: ܡܵܪܝ ܡܐܵܪܝܼ ܥܲܡܵܢܘܼܐܹܝܠ, romaniz.: Mār Mˀārī ʻAmānūˀēl; nascido: Robert Shlimon, 19 de julho de 1970, Hadita, Iraque) é um clérigo cristão assírio. A partir de 2011 serviu como bispo auxiliar da Austrália e Nova Zelândia, arquidiocese da Antiga Igreja do Oriente. Rompeu as relações com a Antiga Igreja do Oriente por desentendimentos com o Católico-Patriarca Addai II, sendo supenso em 2014, e desde 2015 serve como bispo da Igreja de Cristo, o Bom Pastor, de tradição siríaca oriental, estabelecida pelo mesmo, em Wakeley, Nova Gales do Sul, Austrália.

## Biografia

### Início da vida
Emmanuel nasceu em 1970 em Haditha, província de Al Anbar, em uma família cristã devota. Crescendo em Bagdá, ele se estabeleceu em Sydney, Austrália, no início dos anos 1980, ainda criança, onde estudou na Fairfield High School. Ele trabalhou como gerente de banco na década de 1990, antes de se tornar diácono no final da década de 1990 e ser ordenado sacerdote em 2009.

### Carreira Eclesiástica
Foi ordenado ao sacerdócio no dia 26 de julho de 2009 pelo arcebispo Mar Yako Daniel, na Catedral de São Zaya, assumindo o nome "Emmanuel Shlimon". Dois anos depois, em 28 de agosto de 2011, foi consagrado bispo por Mar Yako e Mar Zaya Khoshaba, o metropolita da arquidiocese da Austrália e Nova Zelândia, mudando de nome para "Mari Emmanuel", em homenagem ao apóstolo São Mari, um dos fundadores da Igreja do Oriente. Também participaram da ordenação o padre Youhanna Younan, o bispo Nistoris Hormizd Esho, o padre Aprim Oraham Pythion e outros paroquianos. Mor Malatius Malki Malki, arcebispo siríaco ortodoxo, e Jibrail Kassab, arcebispo católico caldeu de Sidney, assistiram à cerimônia. Clérigos de outras igrejas assírias, caldeus e coptas, bem como políticos e policiais locais e estaduais também foram convidados a assistir à ordenação. Esta foi uma cerimônia histórica por ter sido a primeira ordenação de um bispo da Antiga Igreja do Oriente fora do Oriente Médio.

#### Na Antiga Igreja do Oriente
Em julho de 2013, durante uma visita à Austrália, Mar Addai II concedeu a confirmação patriarcal a Mari Emmanuel. Na época, porém, ordenou-lhe que fizesse mudanças em diversas áreas, como a conduta litúrgica, teológica e social de Emmanuel. O prazo do patriarca expirou e Addai II suspendeu Mari Emmanuel em julho de 2014, com base na desobediência aos cânones promulgados pelo Primeiro Concílio de Nicéia em 325 d.C. A suspensão foi brevemente retirada em dezembro de 2014, quando Emmanuel declarou sua aceitação dos decretos patriarcais, mas renovado quando expressou seu desacordo pela segunda vez.

#### Igreja independente
Em janeiro de 2015, Mari Emmanuel estabeleceu uma Igreja independente na tradição siríaca oriental (cristã assíria), em Wakeley, que atualmente é conhecida como Igreja de Cristo, o Bom Pastor. O Santo Sínodo da Antiga Igreja do Oriente discutiu o seu caso numa reunião em 2015, e em 2016 ele foi novamente recebido em comunhão pelo metropolita Toma Gewargis, que também fez uma visita à igreja no final daquele ano.
No que diz respeito à sua participação na antiga denominação em que serviu, a partir de 2023, ele não está listado como clérigo na arquidiocese da Austrália, Nova Zelândia e Líbano da Igreja Antiga do Oriente.

## Posições públicas
Emmanuel ganhou popularidade por meio das mídias sociais, como o canal do YouTube da Igreja de Cristo Bom Pastor e o TikTok, que lhe rendeu o apelido de "Bispo do TikTok". Os sermões do bispo nas mídias sociais variam de homilias sobre a Bíblia a críticas fervorosas aos ideais LGBT, às vacinas contra a COVID e ao presidente dos EUA, Joe Biden — expressando desaprovação ao apoio de Biden aos direitos LGBT — ao mesmo tempo, em que prega uma série de valores cristãos, como honestidade, moderação e humildade. Ele é um crítico ferrenho do cristianismo liberal.
O bispo geralmente está vestido com uma túnica escura de púlpito, onde segura uma grande cruz e exibe sua barba sob um capuz preto (conforme a tradição ortodoxa). Seus sermões são proferidos em inglês e assírio na igreja de Wakeley e no Facebook e YouTube. Além disso, ele oferece aulas de escola dominical para crianças e um ministério de grupo de jovens. Clipes de seus sermões transmitidos ao vivo na igreja foram reenviados nas redes sociais e acumularam milhões de visualizações. Sua presença online combinada com suas opiniões o tornaram alvo de críticas, discurso de ódio e trolling na internet.
Mari Emmnauel apareceu em podcasts do YouTube, como PBD Podcast e Valuetainment com Patrick Bet-David e Vincent Oshana, onde os vídeos receberam mais de um milhão de visualizações. Outro podcast é intitulado Satan Has Engulfed the Churches, onde Emmanuel expressa suas opiniões sobre o Papa Francisco "ficar acordado". Em meio à guerra Israel-Hamas, o bispo pediu paz e expressou apoio aos palestinos em Gaza. No início de 2024, ele visitou Gaza durante o conflito em andamento. 

### Controvérsias
Em 19 de julho de 2021, em meio aos surtos da variante Delta do SARS-CoV-2 e ao bloqueio em Sydney, Emmanuel apresentou um sermão online que repreendeu as vacinações e bloqueios da COVID-19, chamando-os de "escravidão em massa", e dizendo que a COVID-19 é "[…] apenas outro tipo de gripe, nem mais, nem menos […]" e chamou a pandemia de "plandemia". Em um de seus vídeos, ele implorou ao primeiro-ministro australiano Scott Morrison e à premiê de NSW Gladys Berejiklian que fizessem mais e ajudassem aqueles com adversidades financeiras e emocionais, além de dizer: "Será que realmente perdemos o rumo?"
Além de criticar religiões não cristãs, como o judaísmo e o islamismo, o bispo também é conhecido por pregar sermões anti-LGBT e descrever a homossexualidade como um "crime aos olhos de Deus". Como crítico do islamismo, em um de seus sermões ele declarou: "O islamismo floresceu e se expandiu com a espada ". Além disso, ele apoiou o presidente americano Donald Trump e implorou que ele permanecesse fiel ao cristianismo e desafiasse a influência dos maçons. Em um sermão seu postado e traduzido por seus fãs, ele afirmou que as Nações Unidas eram uma "prostituta" e construídas sobre mentiras que se originam de Satanás, em comparação com serem construídas sobre a verdade inferida ou honestidade "de Cristo" (em 5m:25s - 6m:35s no vídeo), além de rotular a Organização Mundial da Saúde como uma "fraude".

## Ataque em 2024
Em 15 de abril de 2024, Emmanuel foi atacado por um adolescente durante um sermão na Igreja de Cristo, o Bom Pastor. Num púlpito, o agressor atacou Emmanuel pela direita e esfaqueou repetidamente o bispo com um canivete até este cair, onde sofreu lacerações na cabeça; o agressor esfaqueou depois outras cinco pessoas.
Num vídeo divulgado por um dos frequentadores da Igreja, o agressor falou em árabe libanês, dizendo: "se ele [o bispo] não tivesse insultado o meu profeta e a minha religião, eu não teria vindo aqui". A polícia descreveu o ataque como "extremismo de motivação religiosa". Este fato ocorreu dois dias depois dos esfaqueamentos de Bondi Junction.
Emmanuel perdoou publicamente o seu agressor. Afirmou desistir de se dirigir a crentes de outras fés. Em 29 de abril, em seu primeiro sermão após o ataque — que marcou o Domingo de Ramos Ortodoxo Oriental — o bispo declarou que perdeu o olho direito e estava usando um tapa-olho. Ele declarou que seu ferimento no olho foi um "sacrifício" e disse que deveria ser tomado como uma indicação de amor aos muçulmanos, antes de abordar o tópico da liberdade de expressão.